# Keiko Takemiya
Keiko Takemiya (japanisch 竹宮 惠子, Takemiya Keiko; * 13. Februar 1950 in der Präfektur Tokushima) ist eine japanische Mangaka. In frühen Jahren ihrer Karriere schrieb sie ihren Namen mit anderen Kanji: 竹宮 恵子. Sie wird zur Gruppe der 24er gezählt und hat das Shōjo-Genre revolutioniert, indem sie Geschichte, Homosexualität und Science Fiction behandelte.
Ihr Debüt als Manga-Zeichnerin machte sie 1968 mit 17 Jahren mit Ringo no tsumi im Magazin Margaret. Während ihres Studiums an der Universität Tokushima veröffentlichte sie Mori no Ko Toru im Shōjo Comic. Nach ihrem Studium ging sie nach Tokio und begann, als professionelle Mangaka zu arbeiten. Mit ihrem Werk Kaze to Ki no Uta über eine Liebesbeziehung zwischen zwei ungleichen jungen Männern an einer Jungenschule prägte sie den Begriff Shōnen Ai.
1980 erhielt sie den 25. Shōgakukan-Manga-Preis für Kaze to Ki no Uta und Terra e…. Für Letzteres bekam sie bereits zwei Jahre zuvor den 9. Seiun-Preis, einen Preis für herausragende Science-Fiction-Werke.
Nachdem sie 2000 ihre Manga-Serie Tenma no Ketsuzoku vollendete, begann sie, an der Kyōto-Seika-Universität über Manga zu unterrichten.

## Werke
- Ringo no Tsumi (りんごの罪, 1968)
- Sora ga suki! (空が好き！, 1974, 2 Bände)
- Pharao no Haka (ファラオの墓, 1975–1976, 8 Bände)
- Glass no Meiro (ガラスの迷路, 1976, 1 Band)
- Natsu e no Tobira (夏への扉, 1976, 1 Band)
- Rondo Capricione (ロンドカプリチオーソ, 1976–1977, 2 Bände)
- Andromeda Stories (アンドロメダストーリーズ, 1976, 3 Bände)
- Silvester no Hoshi kara (ジルベスターの星から, 1976, 1 Band)
- Kaze to Ki no Uta (風と木の詩, 1976–1984, 17 Bände)
- Hensōkyoku (変奏曲, 1976–1981, 3 Bände)
- Terra e… (地球へ…, 1977–1980, 4 Bände)
- Koko no Netsu no Yūjō (ここのつの友情, 1977, 1 Band)
- Wien Gensō (ウイーン幻想, 1980, 1 Band)
- Astro Twin (アストロツイン, 1980, 1 Band)
- Watashi o Tsuki made Tsuretette! (私を月まで連れてって！, 1981–1986, 5 Bände)
- Harukanari Yume no Kanata (遥かなり夢の彼方, 1982, 1 Band)
- Izaron Densetsu (イズァロ―ン伝説, 1982–1987, 12 Bände)
- 5:00 PM Revolution (1987–1988, 5 Bände)
- Spanish Harlem (スパニッシュ・ハレム, 1989–1990, 6 Bände)
- Boku dake ga Shitteiru (僕だけが知っている, 1991, 1 Band)
- Tenma no Ketsuzoku (天馬の血族, 1992–2000, 23 Bände)
- Kurenai Niou (紅にほふ, 1994–1995, 3 Bände)
- Hermes no Michi (エルメスの道, 1997, 1 Band)
- Heian Jōruri Monogatari (平安情瑠璃物語, 1999, 1 Band)